# My heart and soul
My heart and soul, ondertitel Mi corazón y alma, is een muziekalbum van Piet Veerman uit 1994. De titelsong van het album, Heart and soul is een cover van Willy DeVille die het uitbracht op zijn album Miracle (1987).
Op het album staat een mengeling van Engelstalige en Spaanstalige liedjes. Het album behaalde platina en stond 27 weken in de Album Top 100 met nummer 6 als hoogste notering. Van drie nummers van dit album verschenen in hetzelfde jaar twee singles, namelijk (La comparsita) La paloma dat als een geheel op een A-kant werd uitgebracht en Recuerda.
De Amerikaanse tex-mex-accordeonist Flaco Jiménez speelde mee op Veermans album. Bijzonder detail is dat Jiménez in hetzelfde jaar ook meespeelde op het album Shine on, die drie andere Cats-leden zonder Piet Veerman uitbrachten in samenwerking met Jan Akkerman.

## Nummers
| Nummer | Naam               | Geschreven door                                  | Duur |
| ------ | ------------------ | ------------------------------------------------ | ---- |
| 1.     | Recuerda           | Juan Záizar                                      | 3:21 |
| 2.     | Angel eyes         | Willy DeVille                                    | 4:43 |
| 3.     | Brown eyes         | Alides Hidding, Monique Emmen en Richard de Bois | 4:11 |
| 4.     | Cucurrucucú paloma | Soza Tomás Méndez                                | 4:31 |
| 5.     | I call your name   | Willy DeVille                                    | 4:35 |
| 6.     | Voy a ser          | Ana Gabriel                                      | 4:24 |
| 7.     | Amor               | Gabriel Ruiz en Ricardo López Méndez             | 3:29 |
| 8.     | Heart and soul     | Willy DeVille                                    | 4:14 |
| 9.     | Un canto a Galicia | Benito Lauret en Julio Iglesias                  | 3:59 |
| 10.    | Cheek to cheek     | Lowell George en Van Dyke Parks                  | 2:32 |
| 11.    | a. La comparsita   | Matos Rodríguez                                  | 7:14 |
| 11.    | b. La paloma       | Sebastián Iradier                                | 7:14 |
| 11.    | c. Adiós pampa mía | Francisco Canaro, Marionito Mores en Ivo Pelai   | 7:14 |